# Operace Titanic
Operace Titanic byla jednou z krycích operací, jejichž cílem bylo odlákat pozornost Němců od invazních sil operace Overlord směřujících k Normandii. Cílem operace bylo simulovat seskok parašutistů ve dvou oblastech: jižně od Caen a nedaleko Cap d'Antifer. Současně s touto operací probíhaly operace Glimmer a Taxable.

## Průběh
Operaci provedlo 29 bombardérů Short Stirling a Handley Page Halifax od perutí č. 90, 138, 149 a 161 Royal Air Force. Posádky shazovaly během letu pásky Window, aby simulovaly větší počet letadel. Nad cíli shodili speciální pyrotechniku, která měla po dopadu simulovat zvuky boje. Zároveň bylo vysazeno několik příslušníků SAS, jejichž úlohou bylo hlukem přispět k vytvoření zdání probíhajících bojů.